# Marie Curie
 Maria Skłodowska-Curie, més coneguda com a  Marie Curie (Curie era el cognom del seu marit, Pierre Curie) o Madame Curie (Varsòvia, 7 de novembre de 1867 - París, 4 de juliol de 1934) va ser una física i química polonesa, pionera de l'estudi de les radiacions. Va compartir amb Pierre Curie —el seu espòs— una meitat del Premi Nobel de Física de 1903 —l'altra meitat va ser per a Henri Becquerel, pels seus descobriments en el camp de la radioactivitat. L'any 1911 va rebre el Premi Nobel de Química per l'aïllament del radi pur. Va ser la primera a emprar el terme radioactivitat.
Marie va ser nacionalitzada francesa i va ser una ciutadana activament lleial al seu nou país, però mai va perdre el seu sentit d'identitat polonès. El primer element químic que va descobrir, el 1898, l'anomenà poloni com a homenatge al seu país d'origen.

## Família i primers anys

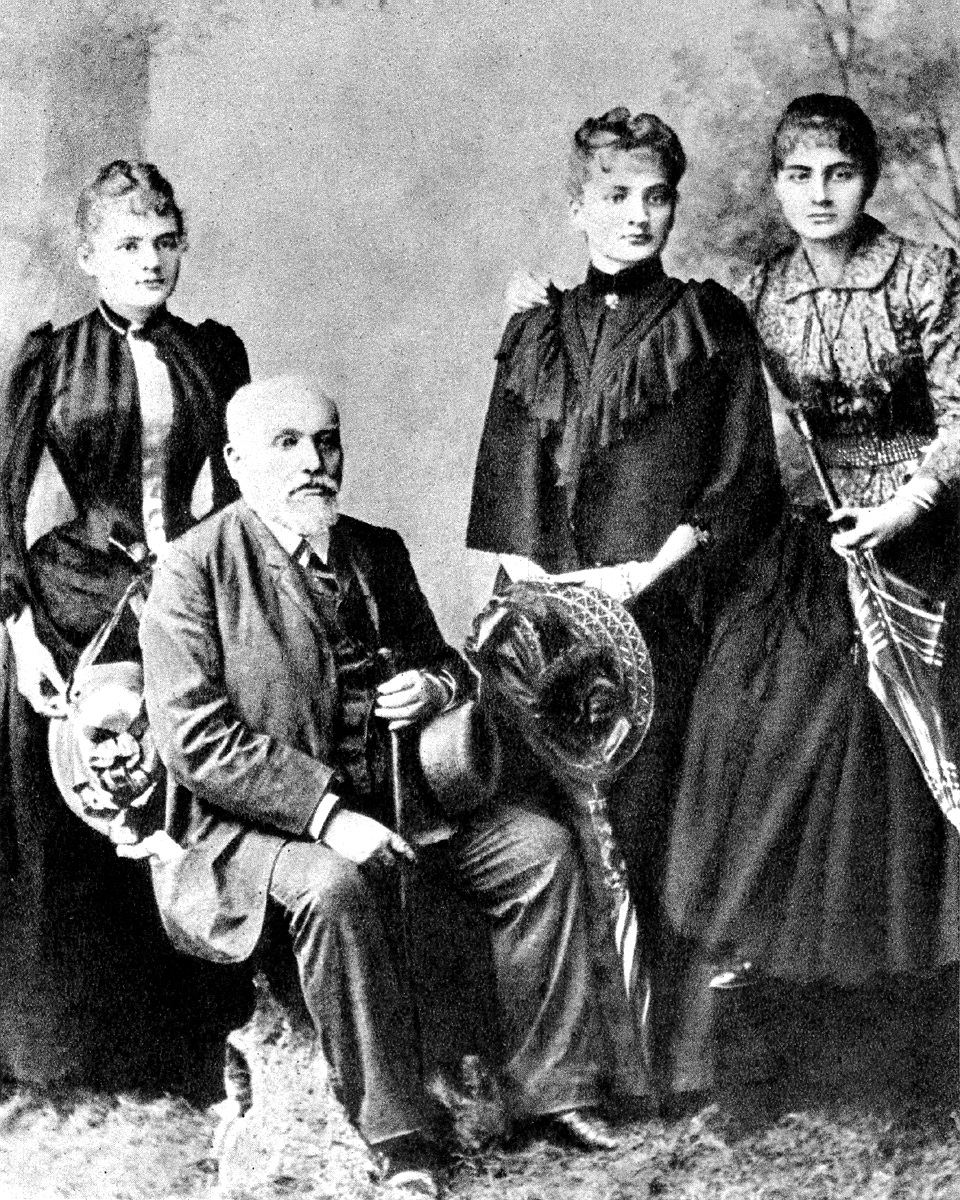
Władysław Skłodowski amb les seves filles (d'esquerra a dreta) Maria, Bronisława i Helena

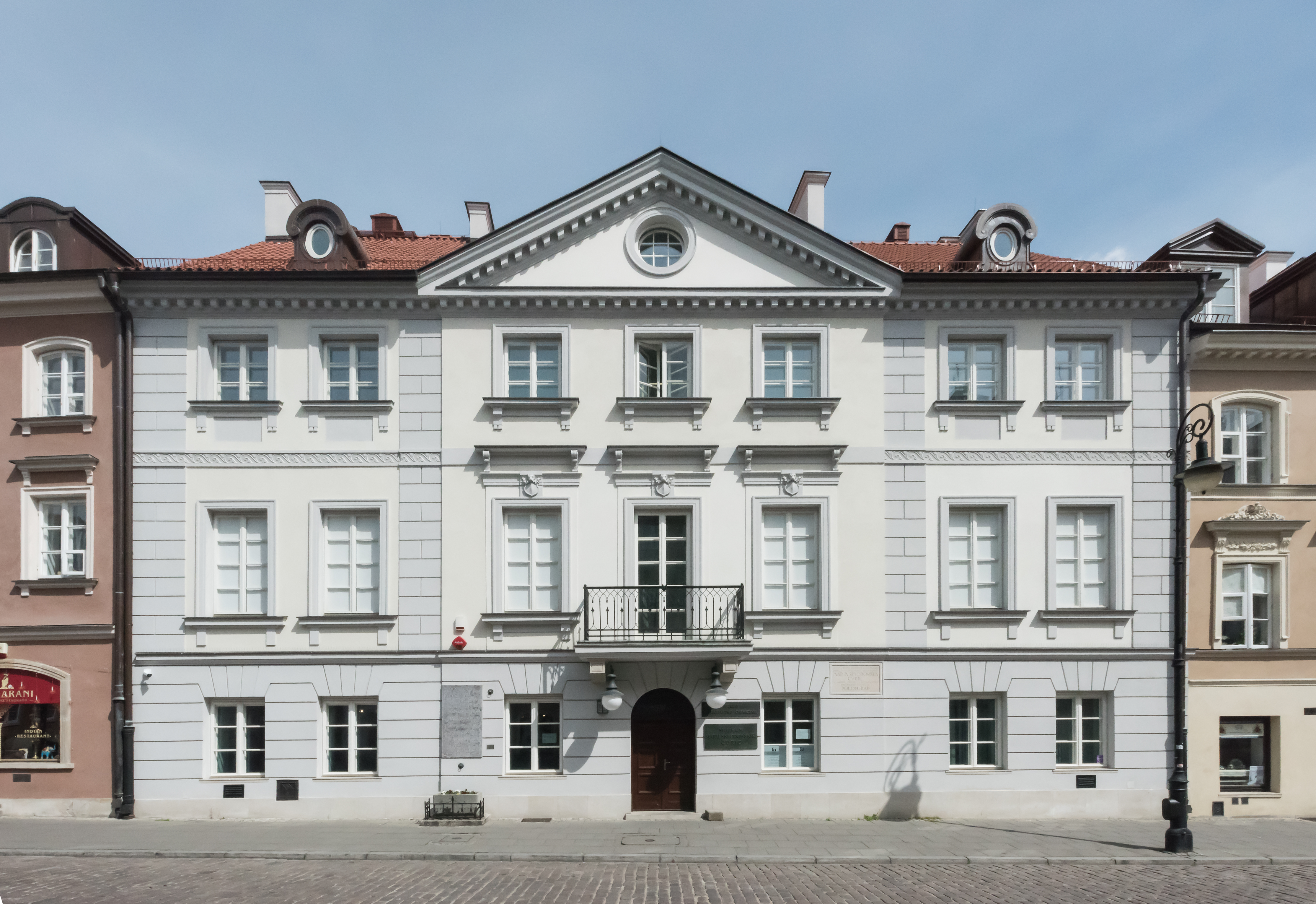
Casa on va néixer Maria Skłodowska, a Ulica Freta, al barri de la ciutat nova de Varsòvia

Maria Skłodowska va néixer el dia 7 de novembre de 1867 a Varsòvia, la capital de Polònia. Era filla de Władysław Skłodowski, professor com el seu avi, i de Bronislawa Marianna Boguska, que va ser mestra, pianista i cantant. Era la menor de cinc germans: Zofia (1862), Józef (1863), Bronislawa, coneguda com a Bronia (1865), Helena, coneguda com a Hela (1866) i, finalment, ella, Maria (1867). El seu avi, Józef Skłodowski, havia estat un respectat professor a Lublin on, entre d'altres, havia estat mestre del futur novel·lista i candidat al Premi Nobel de Literatura, Bolesław Prus. El seu pare Ladislau Sklodowski impartia matemàtiques i física, les disciplines que Maria triaria, i va ser successivament director de dos gymnasiums (instituts de secundària) per a nens de Varsòvia. La seva mare, Bronislawa, treballava en un prestigiós internat de noies de Varsòvia; patia tuberculosi i va morir quan Maria tenia dotze anys. Dos anys abans, Zofia, germana gran de Maria, havia mort de tifus. El pare de Maria era ateu, i la seva mare una devota catòlica; segons Robert William Reid, la mort de la seva mare i germana fou la causa que Maria abandonés el catolicisme i fos agnòstica.
Quan tenia deu anys, Maria va començar a anar a l'escola on la seva mare havia treballat quan encara es trobava bé. Entre els seus interessos, destacava la passió per la lectura, especialment en història natural i física. Maria mostrà la seva afició per la lectura als quatre anys, edat a la qual ja llegia perfectament.
Posteriorment, va assistir a un gymnasium en què es va graduar el 12 de juny de 1883. Va passar l'any següent al camp amb parents del seu pare, i després, juntament amb el seu pare, visqué a Varsòvia, on van rebre algunes classes particulars. A la secundària, va ser sempre la primera alumna de la classe, i es va destacar per inculcar en les seves companyes l'entusiasme pel treball. Entre les llengües que dominava, hi havia el rus, el polonès, l'alemany i el francès.
En aquell temps, la major part de Polònia estava ocupada per Rússia que, després de diverses revoltes nacionalistes sufocades de manera violenta, havia imposat la seva llengua i els seus costums. Juntament amb la seva germana Helena, Maria assistia a classes clandestines ofertes en un pensionat en les quals s'ensenyava cultura polonesa.
Tant pel costat patern com pel matern, la família havia perdut els seus béns i fortunes per implicacions polítiques en aixecaments patriòtics polonesos. Aquest fet condemnà Maria, les seves germanes grans i el seu germà, a una difícil lluita per continuar endavant en la vida.

## El pacte amb Bronisława
Va arribar a un acord amb la seva germana Bronisława, que consistia en el fet que la Maria li donaria ajuda econòmica durant els estudis mèdics de Bronia a París, a canvi d'un ajut semblant però a la inversa, dos anys després. Per aquest motiu, va posar-se a treballar com a institutriu. En primer lloc, amb la família d'un advocat a Cracòvia; després, durant dos anys a Ciechanów amb una família d'un terratinent, els Zorawski, parents del seu pare. Mentre treballava per a la família d'aquest, ella es va enamorar del seu fill, Kazimierz Zorawski (un futur eminent matemàtic polonès), i aquest li correspongué. Els seus pares, però, van rebutjar la idea que el seu fill es casés amb una parenta pobra, i Kazimierz fou incapaç d'oposar-s'hi i la Maria va perdre la feina d'institutriu. Va trobar una altra feina amb la família Fuchs, a Sopot, a la costa de la mar Bàltica, on passà l'any següent alhora que ajudava econòmicament la seva germana.

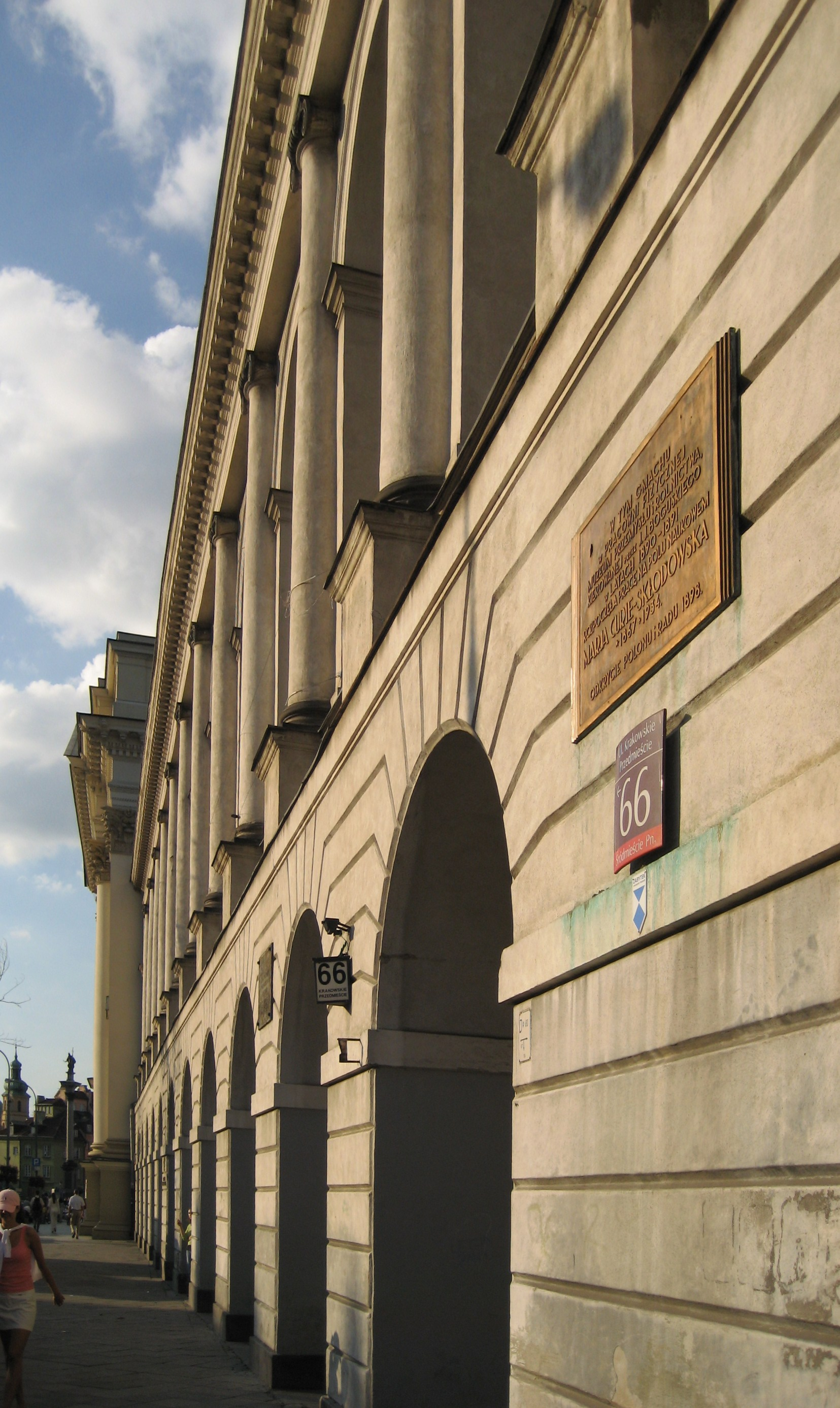
El Muzeum Przemysłu i Rolnictwa, a l'avinguda Krakowskie Przedmiescie núm. 66, prop del nucli antic de Varsòvia. Va ser en el laboratori d'aquest edifici on Maria feu el seu primer treball científic, el 1890-1891

A principis de 1890, Bronisława, que uns mesos abans es casà amb Kazimierz Dluski, va convidar la Maria a unir-se a ells a París, però ella s'hi va negar perquè no podia pagar la matrícula de la universitat i, a més, continuava esperant poder casar-se amb en Kazimierz Zorawski. Va tornar a casa del seu pare, amb qui va romandre fins a la tardor de 1891, tutoritzant i estudiant a la clandestina Uniwersytet Latający (Universitat Flotant), i va començar la seva formació en la pràctica científica en un laboratori del Museu de la Indústria i Agricultura (Muzeum Przemysłu i Rolnictwa), dirigit pel seu cosí Józef Boguski, que havia estat ajudant el gran químic rus Dmitri Mendeléiev, a Sant Petersburg.
L'octubre de 1891, davant la insistència de la seva germana i després de rebre una carta de Zorawski en la qual li notificava que trencava definitivament la relació amb ella, va decidir marxar a França. La ruptura de la Maria amb Zorawski va ser tràgica per a tots dos. En Zorawski aviat va obtenir un doctorat i desenvolupà una carrera acadèmica com a matemàtic molt brillant, i es convertí primer en professor i, posteriorment, en el rector de la Universitat de Cracòvia i president de la Societat d'Aprenentatge de Varsòvia. La Maria, a París, va trobar temporalment refugi a casa de la seva germana i el seu cunyat abans de llogar unes golfes velles; allà va continuar amb els seus estudis de física, química i matemàtiques a la Sorbona, la gran universitat de París on tan sols hi havia 210 dones matriculades d'entre 9000 estudiants.

## Estudiant a la Sorbona
El 1891, Maria es matriculà a la Facultat de Ciències Matemàtiques i Naturals de la Universitat de la Sorbona, i a partir d'aquest moment, es feu anomenar Marie Sklodowska. Tot i tenir una sòlida base cultural adquirida de manera autodidàctica, va haver d'esforçar-se per millorar els seus coneixements de francès, matemàtiques i física, per estar al nivell dels seus companys. Estudiava durant el dia, i feia tutories a la nit, guanyant només el mínim per a viure. El 1893 es llicencià en física, amb el primer lloc de la seva promoció; poc després va començar a treballar en un laboratori industrial a Lippman. Mentrestant, va continuar estudiant a la Sorbona, i el 1894 obtingué la llicenciatura en matemàtiques, amb el número dos de la seva promoció. Per finançar-se els estudis de matemàtiques, acceptà una beca de la Fundació Alexandròvitx, que li fou atorgada gràcies a Jadwiga Dydyńska, una coneguda. Els diners de la beca, 600 rubles, van ser restituïts per Marie més tard.

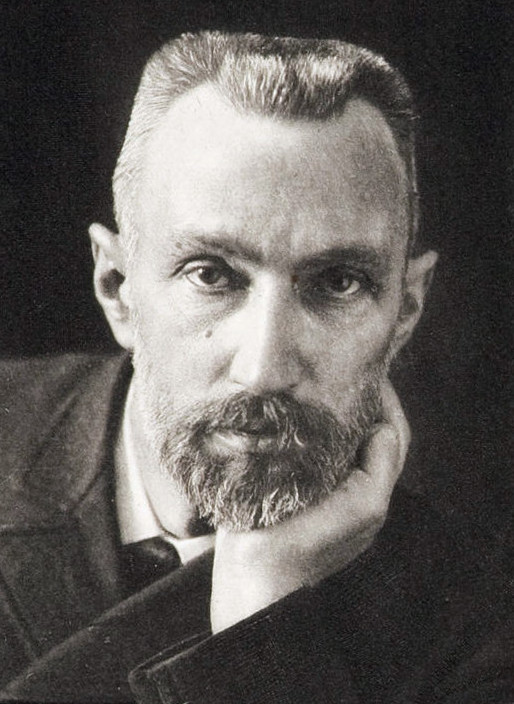
Pierre Curie

Al mateix any 1894, Pierre Curie va entrar en la seva vida. Era professor seu a l'École supérieure de physique et de chimie industrielles de la ville de Paris (ESPCI). Marie havia iniciat la carrera científica a París investigant les propietats magnètiques de diversos acers; i va ser l'interès mutu que tenien Marie i Pierre pel magnetisme el que va contribuir a apropar-los.
La seva partida l'estiu següent cap a Varsòvia només enfortí els seus sentiments mutus. Marie encara tenia l'esperança que podria tornar a Polònia i treballar en el seu camp d'estudi. Així i tot, quan se li va negar un lloc a la Universitat de Cracòvia simplement perquè era una dona va tornar a París. Gairebé un any després, el 26 juliol de 1895, Marie es va casar amb Pierre Curie, en una cerimònia senzilla en què van rebre alguns diners d'amics i familiars. Amb aquests obsequis, els nuvis compraren dues bicicletes i passaren tot l'estiu viatjant per França, hostatjant-se en fondes i menjant poc.
Posteriorment, els dos físics amb prou feines sortien del seu laboratori, engrescats en les seves recerques. Les úniques aficions, compartides, eren fer llargues passejades en bicicleta i els viatges a l'estranger, que els van unir encara més. Marie havia trobat un nou amor, un soci i col·laborador científic de qui podria aprendre. El 1895, Röntgen va descobrir els raigs X i el 1896 Becquerel va descobrir la radioactivitat natural. Marie fou animada per Pierre perquè realitzés la seva tesi doctoral basant-se en aquest últim descobriment.
El matrimoni duraria, fins a la tràgica mort de Pierre, un total d'onze anys. Marie i Pierre van tenir una filla nascuda el 12 de setembre de 1897 que anomenaren Irène i una altra, Ève, nascuda el desembre de 1904. Anys després, l'1 de novembre de 1914, Irène començaria a ajudar-la en les investigacions.

## El doctorat i els nous elements
Després d'una doble titulació, el següent repte era l'obtenció del doctorat. Fins aquell moment, l'única dona que havia aconseguit doctorar-se era l'alemanya Elsa Neumann.

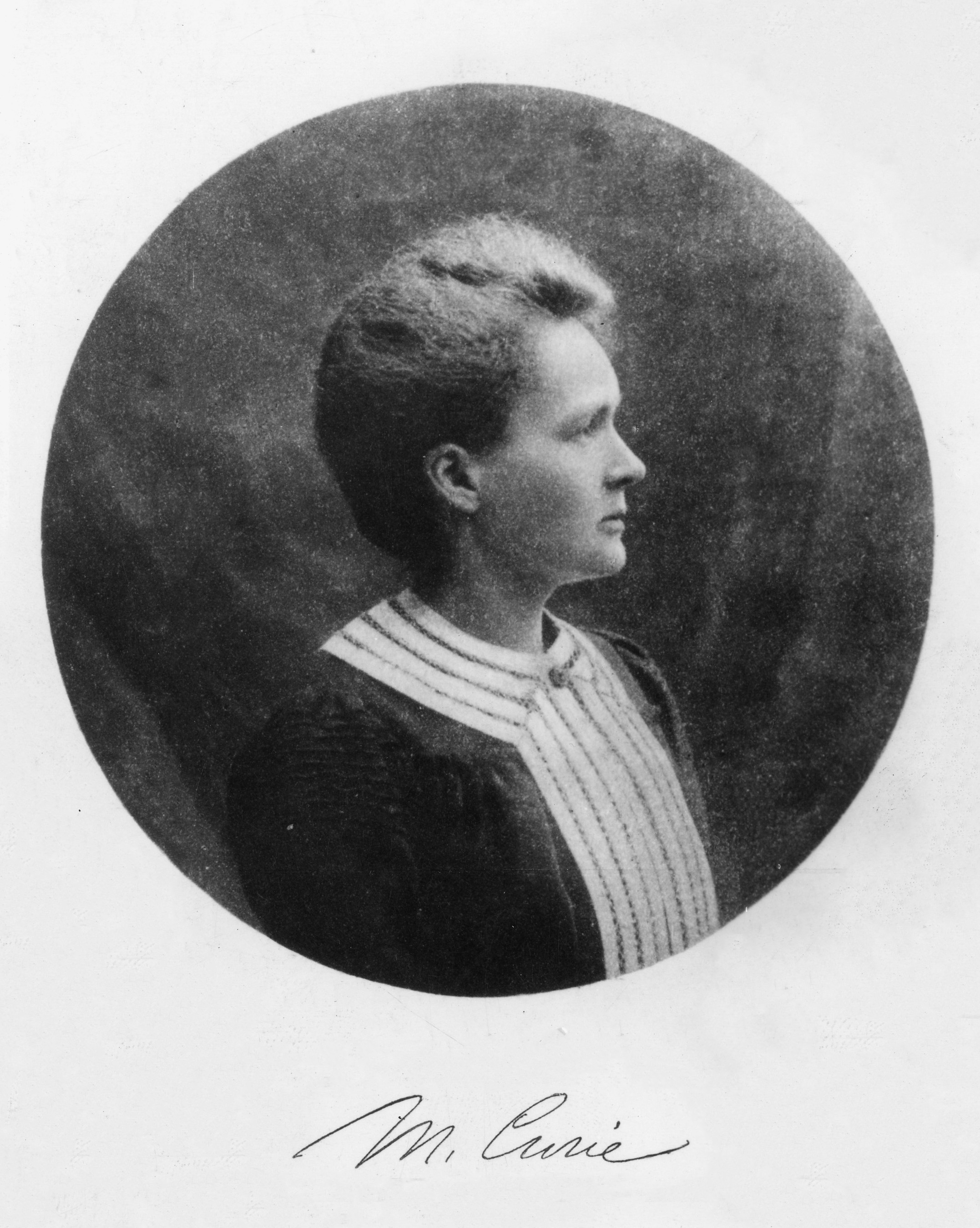
Retrat de Marie el 1903

El primer pas era l'elecció del tema de la seva tesi. Després d'analitzar-ho amb el seu marit, tots dos van decidir centrar-se en els treballs del físic Henri Becquerel. El 1896, Becquerel va descobrir que les sals d'urani emeten raigs que s'assemblen als raigs X en el seu poder de penetració. Ell va demostrar que aquesta radiació, a diferència de la fosforescència, no depèn d'una font externa d'energia, sinó que semblava sorgir espontàniament del mateix urani. Becquerel descobrí, en realitat, la radioactivitat. Aquest treball estava relacionat amb el recent descobriment dels raigs X per part del físic Wilhelm Röntgen. Marie Curie s'interessà per aquests treballs i, amb l'ajut del seu marit, va decidir investigar la naturalesa de les radiacions que produïen les sals d'urani.
Marie va usar una tècnica molt interessant per a investigar les mostres. Quinze anys abans, el seu marit i el seu germà havien inventat l'electroscopi, un aparell per a mesurar els corrents elèctrics molt baixos. Utilitzant l'electroscopi, Marie va descobrir que els raigs d'urani provoquen que l'aire del voltant de la mostra condueixi l'electricitat. El seu primer resultat utilitzant aquesta tècnica fou la conclusió que l'activitat dels compostos d'urani només depenia de la quantitat present d'urani. Havia demostrat que la radiació no era el resultat d'una interacció entre les molècules, sinó que havia de provenir del mateix àtom. En termes científics, aquesta va ser la peça més important de la tasca que va dur a terme.
Amb els seus estudis sistemàtics, Marie havia inclòs dos minerals d'urani: la pechblenda i la torbernita. L'electroscopi va mostrar que la pechblenda era quatre vegades més activa que el mateix urani, i la torbernita, dues vegades més activa. Marie va arribar a la conclusió que si eren correctes els seus resultats anteriors en els quals establia una relació entre la quantitat d'urani i la seva activitat, llavors aquests dos minerals que contenen petites quantitats d'alguna altra substància, són molt més actius que el mateix urani. Reid, en la seva biografia, afirma:
| «                              | La idea era la seva, ningú no la va ajudar a formular-la, i encara que ella ho va consultar al seu marit per la seva opinió, es va establir clarament que era la seva propietària. Aquest fet, més tard, queda registrat en dues ocasions en la seva biografia, que va consultar al seu marit per assegurar que no hi havia cap possible ambigüitat. És probable que ja en aquesta primerenca etapa de la seva carrera [ella] es va adonar que... a molts científics, els resulta difícil creure que una dona pogués ser capaç d'una obra original com en la que ella estava involucrada. | » |
| — R. Reid, Marie Curie, p. 64. | |   |

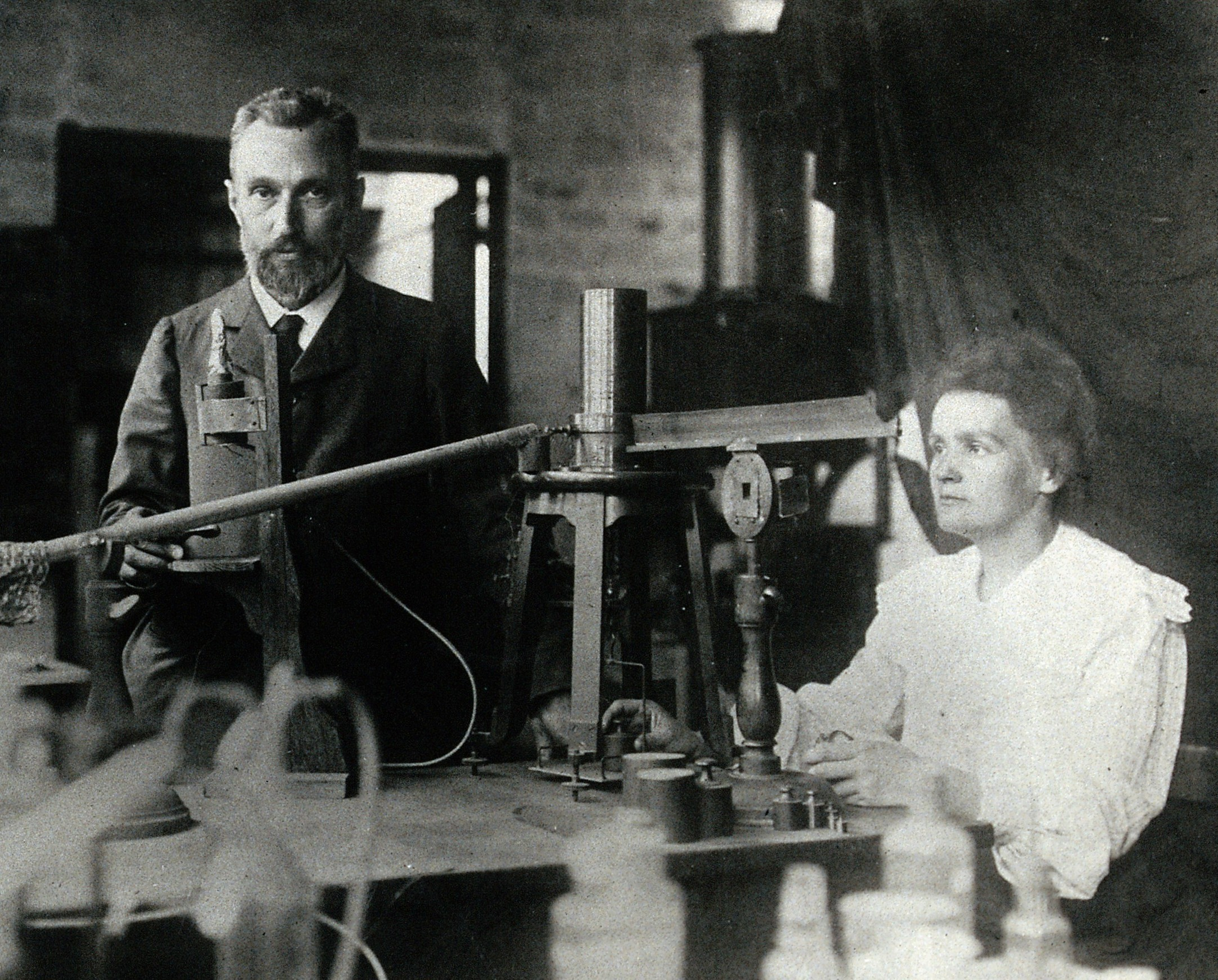
Pierre i Marie Curie al seu laboratori de París, un mica abans de 1907

En la seva recerca sistemàtica d'altres substàncies a més de les sals d'urani que emeten radiació, Curie va descobrir que l'element tori era, igualment, radioactiu. Era molt conscient de la importància de publicar els seus descobriments amb rapidesa i, per tant, n'establí la seva prioritat. Curie va escollir la via ràpida de la publicació. El seu paper, donant una breu i simple explicació del seu treball, va ser presentat per a l'Acadèmia de Ciències el 12 d'abril de 1898, pel seu antic professor, Gabriel Lippmann.
Així i tot, igual que Silvanus Thompson havia estat criticat durament per Becquerel per l'atribució de descobriments, Marie Curie va ser qüestionada en la cursa per explicar la seva descoberta que el tori emet raigs de la mateixa manera com l'urani. Dos mesos abans, Gerhard Schmidt havia publicat la seva pròpia conclusió a Berlín.
Ningú més en el món de la física es va adonar del que Curie havia descrit en una frase dels seus apunts, en la qual observava com era superior l'activitat de la pechblenda i la chalcolita en comparació amb la de l'urani mateix. Deia: «El fet és molt notable, i porta a la creença que aquests minerals poden contenir un element que és molt més actiu que l'urani». Més tard, recordà com sentia «un desig apassionat de verificar aquesta hipòtesi, al més ràpidament possible». Pierre Curie estava segur que el que havien descobert no era un efecte espuri. Ell estava tan intrigat que va decidir abandonar momentàniament el seu treball en els cristalls i es va unir a la recerca de Marie. El 14 d'abril de 1898, amb optimisme, pesaren una mostra de 100 grams de pechblenda i terra. No eren conscients que el que estaven buscant era present en quantitats tan petites que amb el temps haurien de processar tones de mineral.

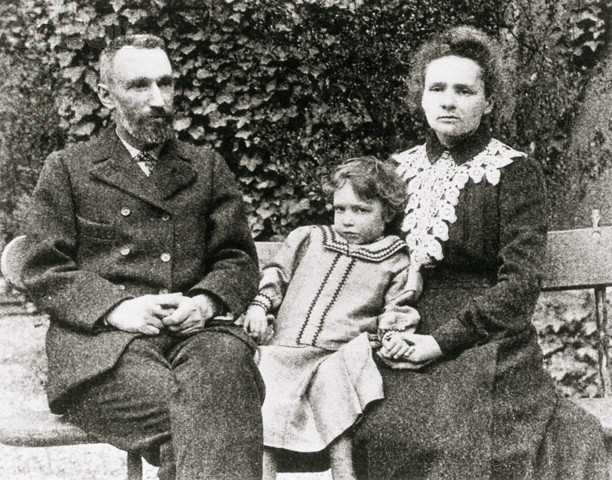
Pierre, Irene i Marie Curie

El juliol de 1898, Marie i Pierre van publicar un document que anunciava l'existència d'un element al qual van anomenar poloni, en honor de la Polònia natal de Marie que continuava sent repartida entre tres imperis. El 26 de desembre de 1898, els Curie va anunciar l'existència d'un segon element, el qual van anomenar radi per la seva intensa radioactivitat, una paraula que ella va encunyar.
La pechblenda és un mineral complex, i la separació química dels seus components és una tasca àrdua. El descobriment del poloni va ser relativament fàcil; químicament s'assembla al bismut i el poloni va ser l'única substància similar al bismut present en el mineral. Ara bé, el radi ja era més difícil d'aconseguir, perquè químicament està estretament relacionat amb el bari, i la pechblenda conté els dos elements. El 1898, els esposos Curie havien obtingut traces de radi, però quantitats apreciables, no contaminades per bari, encara estaven fora del seu abast.
El matrimoni Curie va emprendre la dura tasca de separar la sal de radi mitjançant el procés de cristal·lització diferencial. D'una tona de pechblenda, el 1902, van separar una desena part d'un gram de clorur de radi. El 1910, Marie, treballant ja sense el seu marit, que havia mort el 1906, va aïllar el radi pur.
En una decisió inusual, Marie Sklodowska-Curie, de manera deliberada, es va abstenir de patentar el procés d'aïllament del radi perquè la comunitat científica pogués investigar sense obstacles. D'altra banda, com que no tenien encara un bon coneixement dels efectes nocius de l'exposició a la radiació quan es treballa amb substàncies radioactives sense una protecció adequada, Marie i el seu marit no tenien consciència del preu que es paga per aquest tipus d'investigació. De fet, els efectes mutagènics de la radioactivitat no serien descoberts fins al 1927 pel genetista nord-americà Hermann Joseph Muller.
El 25 de juny de 1903, sota la supervisió d'Henri Becquerel, Marie va publicar la seva tesi doctoral, amb el títol Investigacions sobre les substàncies radioactives. Va defensar la tesi davant d'un tribunal presidit pel físic Gabriel Lippmann i va obtenir el títol de doctora per la Universitat de la Sorbona de París amb la menció cum laude.

## Estudi de la radioactivitat
Amb el seu marit van estudiar els materials radioactius i en particular la uraninita, que tenia la curiosa propietat de ser més radioactiva que l'urani que s'extreia d'aquesta. L'explicació lògica va ser suposar que la uraninita contenia traces d'algun element molt més radioactiu que el mateix urani. Després de diversos anys de treball constant, amb la concentració de diverses classes d'uraninita, van aïllar dos nous elements químics. El primer el van decidir anomenar poloni, en referència al seu país natiu, i l'altre, radi, a causa de la seua intensa radioactivitat. Amb una actitud desinteressada, no patentà el procés d'aïllament del radi, deixant-lo obert a la investigació de tota la comunitat científica.
El 19 d'abril de 1906 morí el seu marit Pierre Curie, en ser atropellat per un carruatge als carrers de París. Tot i que quedà molt afectada pel succés, continuà els seus treballs i assumí la càtedra del seu marit, el 5 de novembre de 1906, 650anys després de l'última dona que la va assumir. Va ser la primera dona professora de la Sorbona, dos anys més tard n'és també la primera professora titular.
Marie Curie va continuar treballant i aconsegueix purificar alguns decigrams de clorur de radi, fent un nou mesurament del seu pes atòmic. Al mateix temps publica una classificació dels radioelements i una taula de les constants radioactives. També aconsegueix preparar el primer patró internacional de radi que consisteix en un tub de vidre contenint vint-i-un mil·ligrams de clorur de radi pur i que diposita a l'Oficina Internacional de Pesos i Mesures de Sèvres.
L'any 1910 Marie aconsegueix aïllar un gram de radi pur i a l'any següent és l'única dona en participar en la primera conferència Solvay, que reuneix a totes les eminències internacionals del món de la física: Max Planck, Albert Einstein, Paul Langevin, Marcel Brillouin, Maurice de Broglie, Jean Perrin, Henri Poincaré i Marie Curie.

## Darrers anys

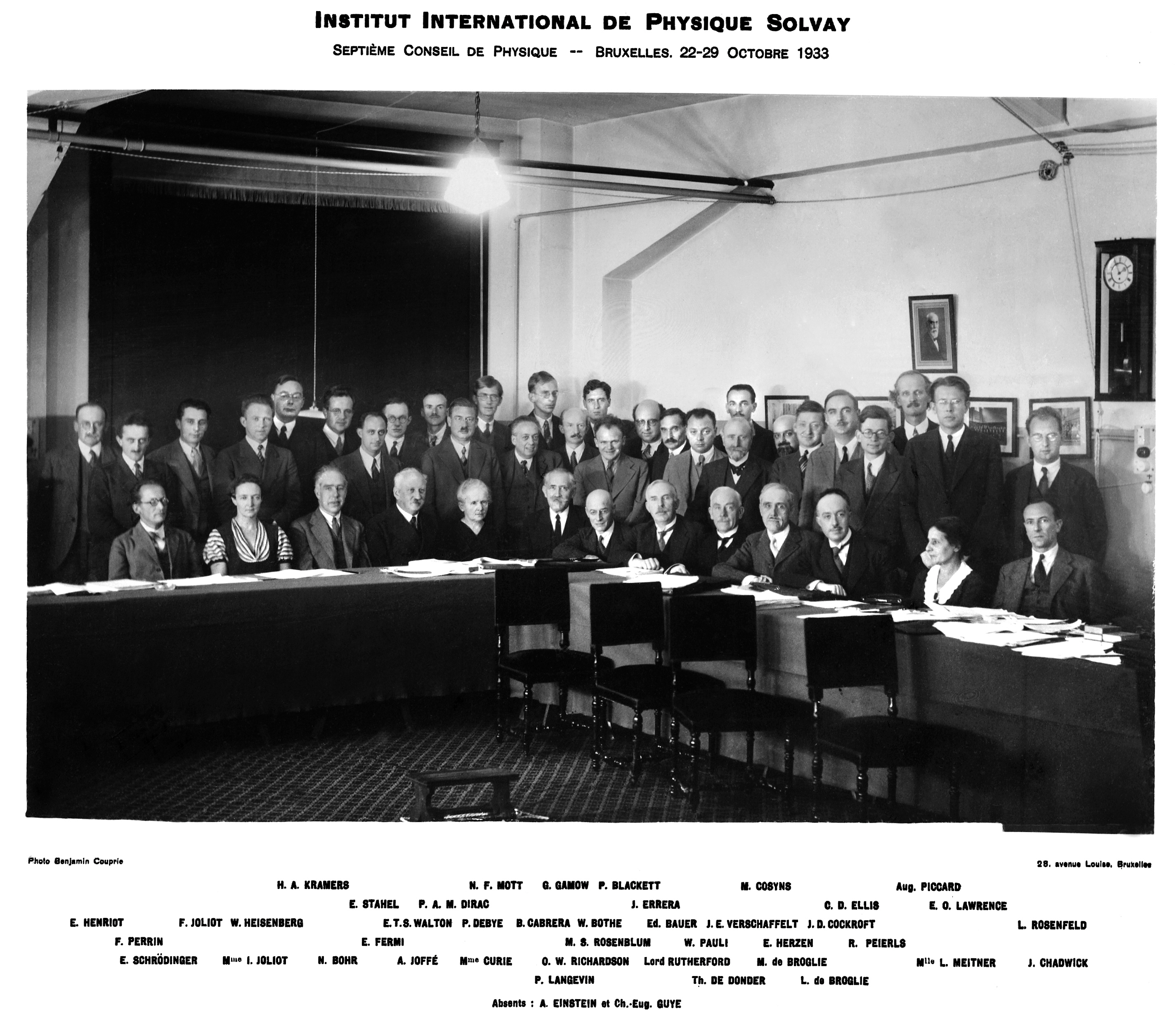
Setena Conferència Solvay de 1933. Podem veure Marie Curie asseguda la cinquena per l'esquerra (al centre de la imatge), entre A. Joffe i Paul Langevin

Després de la mort del seu marit, Marie Curie es va traslladar a Sceaux amb les seves filles, el seu sogre, que va morir uns anys més tard, i una educadora. Va tenir un romanç amb el físic Paul Langevin, que era casat, la qual cosa va provocar un escàndol periodístic amb tints xenòfobs. A causa d'aquest escàndol la salut de Marie es va ressentir i va marxar a Anglaterra a casa de la també física Hertha Ayrton amb un nom fals, apartant-se dels laboratoris durant un any.
Durant la Primera Guerra Mundial, Curie va proposar l'ús de la radiografia mòbil per al tractament de soldats ferits. El 1921 va publicar un llibre (La radiologie et la guerre), va visitar els Estats Units, on fou rebuda triomfalment, amb la intenció de recaptar fons per a la investigació científica. En els seus últims anys, fou assetjada per molts físics i productors de cosmètics, que van usar material radioactiu sense precaucions.
Curie va morir prop de la ciutat francesa de Salanches el 4 de juliol de 1934 a conseqüència d'una leucèmia, deguda segurament a l'exposició massiva a la radiació durant el seu treball. Amb Pierre Curie, va tenir dues filles, una de les quals, Irène Joliot-Curie, fou guardonada amb el Premi Nobel de Química l'any 1935, juntament amb el seu espòs Frédéric Joliot-Curie. Des de 1995, les restes de Marie i Pierre Curie reposen en el Panteó de París. L'aleshores president de França, François Mitterrand, en va ordenar el trasllat poc després que Simone Veil li hagués adreçat una carta en què li deia que no tenir cap dona en el Panteó era negar el que les dones havien aportat al país en el passat.

## Reconeixements

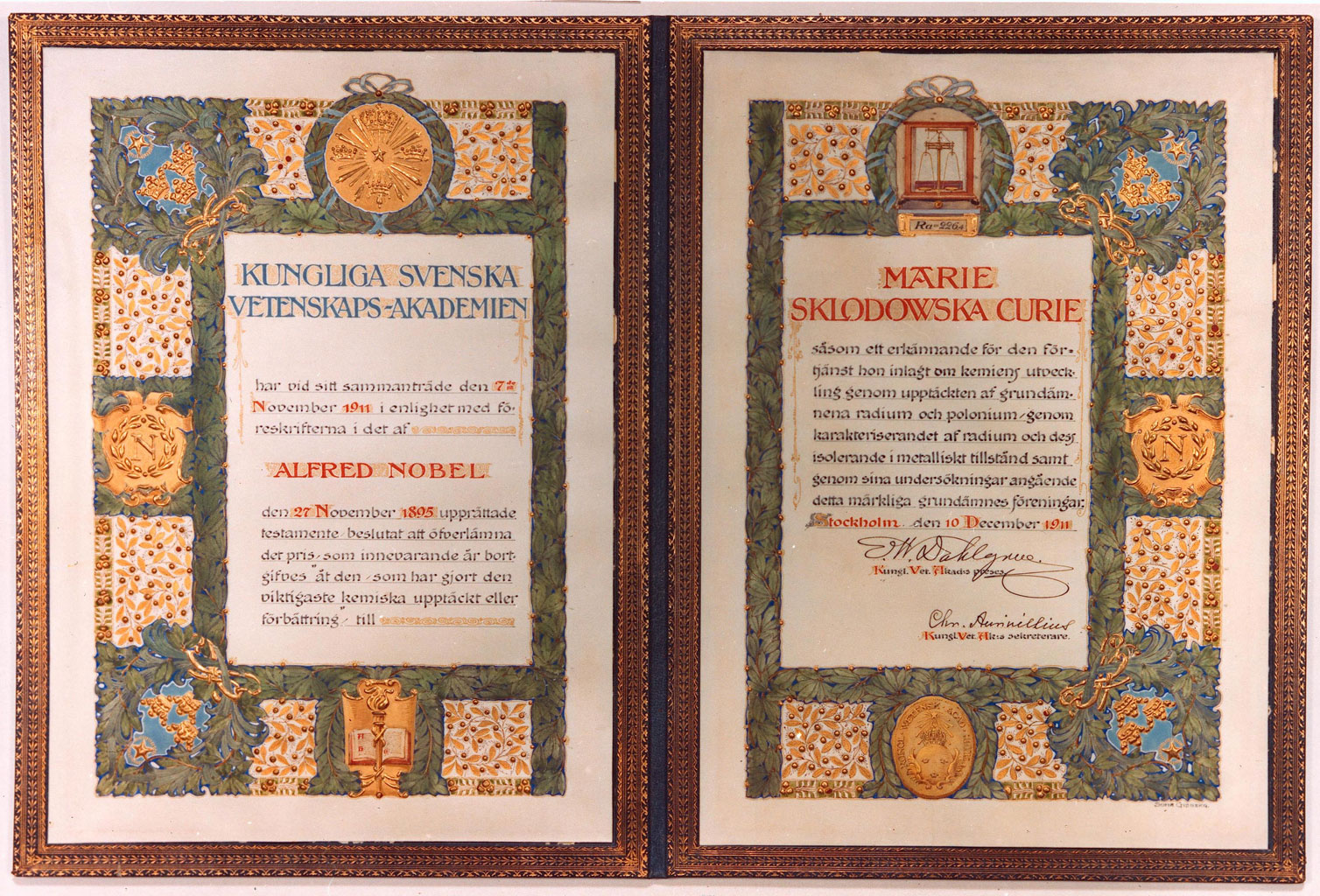
Documents dels premis Nobel aconseguits per Marie Curie el 1911

### Premis Nobel
El 10 de desembre de 1903 Marie i Pierre Curie van rebre una meitat del Premi Nobel de Física —ella fou la primera dona a rebre'l— «en reconeixement dels extraordinaris serveis rendits en les seues investigacions conjuntes sobre els fenòmens de radiació descoberts per Henri Becquerel». L'altra meitat del premi fou per a Becquerel.
Inicialment, tan sols s'havien proposat els noms de Becquerel i Pierre Curie per rebre el premi però, quan Curie se'n va assabentar, va enviar una carta als membres del comitè perquè reparessin la falta, ja que, Marie Curie havia estat la iniciadora de la investigació i la seva feina era indissociable de la d'ell. El matrimoni Curie però, no va assistir al lliurament del premi, en part per la sobrecàrrega de feina i en part per la mala salut de Pierre.
L'any 1911 Marie Curie va rebre el Premi Nobel de Química «en reconeixement dels seus serveis per a l'avançament de la química amb la descoberta dels elements radi i poloni, l'aïllament del radi i l'estudi de la naturalesa i compostos d'aquest element».
Va ser la primera persona a la qual se li van concedir dos Premis Nobel en dues categories diferents, únicament igualat per Linus Pauling.

### Comunitat científica
- Física de la partícula: el 1910, el Congrés de Radiologia aprovà posar el nom de Curie o Curi (Ci) a la unitat de l'activitat radioactiva (definida com l'activitat d'un gram de 226Ra), tot i que actualment aquesta ha estat reemplaçada pel Becquerel (Bq), que pertany al sistema internacional. En honor del matrimoni Curie, l'element químic de la taula periòdica amb nombre atòmic 96, descobert l'any 1944, va rebre el seu nom: curi (Cm).[cal citació]
- Astronomia: en honor seu, així com el del seu espòs, rep el nom l'asteroide (7000) Curie, descobert el 6 de novembre de 1939 per Fernand Rigaux, així com el cràter Curie a la Lluna i el cràter Curie de Mart.[cal citació]

### D'altres
- L'any 1967, centenari del seu naixement, Polònia, França i Mònaco van emetre segells de correus en honor de Marie Curie.[36] Entre altres països que li han dedicat segells de correus hi ha el Txad, Cuba, Gàmbia, Gibraltar, l'Índia, Libèria, les illes Maldives, Nicaragua, Portugal, Suècia i Togo.[36]
- Nacional: durant un període d'hiperinflació en la dècada de 1990, la seva efígie estava impresa en els bitllets de 20.000 zloty en la seua Polònia natal.[cal citació]
- Biografies: diverses pel·lícules biogràfiques sobre Marie Curie i se n'han publicat també diverses biografies, una de les quals escrita per la seua filla Ève Curie el 1937.[cal citació]
- Gènere: L'efecte Curie es va posar en referència a Marie Curie i descriu l'efecte aclaparador que pot tenir el fet de disposar únicament de models excepcionals, amb una genialitat difícil d'aconseguir.[cal citació]

## Publicacions

### Llibres
- Recherches sur les substances radioactives. Gauthier-Villars: París 1903; en línia Arxivat 2016-05-13 a Wayback Machine. (deutsche Ausgabe: Untersuchungen über die radioaktiven Substanzen. Vieweg und Sohn: Braunschweig 1903, übersetzt von Walter Kaufmann; en línia)
- Traité de Radioactivité. 2 Bände, Gauthier-Villars: Paris 1910 (deutsche Ausgabe: Die Radioaktivität. Akademische Verlagsgesellschaft: Leipzig 1911–1912, übersetzt von B. Finkelstein)
- La Radiologie et la Guerre. Félix Alcan: París 1921; en línia Arxivat 2016-03-03 a Wayback Machine.
- Pierre Curie. Traduïda a l'anglès per Charlotte i Vernon Kellogg. Macmillan Co.: Nova York 1923; edició en francès en línia Arxivat 2016-05-13 a Wayback Machine.
- L'Isotopie et les éléments isotopes. Albert Blanchard: París 1924 en línia
- Les rayons α, β, γ des corps radioactifs en relation avec la structure nucléaire, Hermann & Cie: París 1933; en línia Arxivat 2016-03-04 a Wayback Machine.
- Radioactivité. Hermann & Cie: París 1935 – pòstuma
- Iréne Joliot-Curie (Hrsg.): Prace Marii Sklodowskiej-Curie. Panstwowe Wydawn Naukowe: Varsòvia 1954 (obra en polonès i francès)
- Autobiografia. Panstwowe Wydawnictwo Naukowe: Warschau 1959 (edició en alemany: Selbstbiographie. B. G. Teubner, Leipzig: 1962) – pòstuma

### Traduccions al català
- Pierre Curie.  Santa Coloma de Queralt: Obrador Edèndum i Publicacions URV, 2009 (Ciència i Acció; 3). ISBN 9788493759001. Traducció de Berta Aymerich i Josep Batalla.

### Articles
- Propriétés magnétiques des aciers trempés. A: Comptes rendus hebdomadaires des séances de l'Académie des sciences. Band 125, S. 1165–1168, 1897; en línia Arxivat 2016-03-04 a Wayback Machine.
- Propriétés magnétiques des aciers trempés. A: Bulletin de la Societe d'Encouragement pour l'Industrie Nationale. Januar 1898, 5th Series, Vol. 3, S. 36–76
- Rayons émis par les compongués de l'uranium et du thorium. A: Comptes rendus hebdomadaires des séances de l'Académie des sciences. Band 126, S. 1101–1103, 1898; en línia Arxivat 2016-05-13 a Wayback Machine.
- Sur une substance nouvelle radio-active, contenue dans la pechblende. A: Comptes rendus hebdomadaires des séances de l'Académie des sciences. Band 127, S. 175–178, 1898; en línia – amb Pierre (Entdeckung von Polonium)
- Sur une nouvelle substance fortement radio-active contenue dans la pechblende. A: Comptes rendus hebdomadaires des séances de l'Académie des sciences. Band 127, S. 1215–1217, 1898; en línia Arxivat 2016-03-05 a Wayback Machine., amb Pierre i Gustave Bémont, presentada per Henri Becquerel (Descobriment del radi)
- Sur la radio-activité provoquée par les rayons de Becquerel. A: Comptes rendus hebdomadaires des séances de l'Académie des sciences. Band 129, S. 714–716, 1899; en línia
- Effets chimiques produits par les rayons de Becquerel. A: Comptes rendus hebdomadaires des séances de l'Académie des sciences. Band 129, S. 823–825, 1899; en línia Arxivat 2016-05-13 a Wayback Machine.
- Sur la charge électrique des rayons déviables du radium. A: Comptes rendus hebdomadaires des séances de l'Académie des sciences. Band 130, S. 647–650, 1900; en línia Arxivat 2016-03-03 a Wayback Machine.
- Les nouvelles substances radioactives et les rayons qu'elles emettent. A: Rapports présentés au congrès International de Physique réuni à Paris en 1900 sous les auspices de La Société Française de Physique. Gauthier-Villars, París 1900, Band 3, S. 79–114 (amb Pierre).
- Sur les corps radioactifs. A: Comptes rendus hebdomadaires des séances de l'Académie des sciences. Band 134, S. 85–87, 1902; en línia Arxivat 2016-03-05 a Wayback Machine.
- Sur le poids atomique du radium. A: Comptes rendus hebdomadaires des séances de l'Académie des sciences. Band 135, S. 161–163, 1902; en línia – presentada per Eleuthère Mascart (El pes atòmic del radi 225 +/- 1)
- Sur la diminution de la radioactivité du polonium avec le temps. A: Comptes rendus hebdomadaires des séances de l'Académie des sciences. Band 142, S. 273–276, 1906; en línia Arxivat 2016-03-04 a Wayback Machine. – presentada per Pierre Curie (La vida mitjana del poloni)
- Sur le poids atomique du radium. A: Comptes rendus hebdomadaires des séances de l'Académie des sciences. Band 145, S. 422–425, 1907; en línia Arxivat 2016-05-13 a Wayback Machine. (Atomgewicht von Radium 226,45)
- Action de la pesanteur sur le dépôt de la radioactivité induite. A: Comptes rendus hebdomadaires des séances de l'Académie des sciences. Band 145, S. 477–480, 1907; en línia Arxivat 2016-03-05 a Wayback Machine.
- Action de l'émanation du radium sur les solutions de sels de cuivre. A: Comptes rendus hebdomadaires des séances de l'Académie des sciences. Band 147, S. 345–349, 1908; en línia Arxivat 2016-05-13 a Wayback Machine. – amb Ellen Gleditsch (1879–1968)
- Sur le radium métallique. A: Comptes rendus hebdomadaires des séances de l'Académie des sciences. Band 151, S. 523–525, 1910; en línia – amb André-Louis Debierne (Radi metàl·lic)
- The radiation of radium at the temperature of liquid hydrogen. A: Proceedings of the Koninklijke Nederlandse Akademie van Wetenschappen. Band 15 II, S. 1406–1430, Amsterdam 1913 en línia[Enllaç no actiu] – amb Heike Kamerlingh Onnes
- Sur la vie moyenne de l'ionium. A: Comptes rendus hebdomadaires des séances de l'Académie des sciences. Band 190, S. 1289–1292, 1930; en línia Arxivat 2016-03-03 a Wayback Machine. – amb Sonia Cotelle
- Sur une relation entre la constante de désintégration des radioéléments émettant des rayons et leur capacité de filiation. A: Comptes rendus hebdomadaires des séances de l'Académie des sciences. Band 191, S. 326–329, 1930; en línia – amb Georges Fournier
- Sur la relation entre l'émission de rayons de long parcours et de rayons. A: Comptes rendus hebdomadaires des séances de l'Académie des sciences. Band 191, S. 1055–1058, 1930; en línia
- Spectre magnétique des rayons du dépôt actif de l'actinon. A: Comptes rendus hebdomadaires des séances de l'Académie des sciences. Band 193, S. 33–35, 1931; en línia Arxivat 2016-03-05 a Wayback Machine. – Salomon Aminyu Rosenblum (1896–1959)
- Sur la structure fine du spectre magnétique des rayons du radioactinium. A: Comptes rendus hebdomadaires des séances de l'Académie des sciences. Band 194, S. 1232–1235, 1932; en línia Arxivat 2022-03-04 a Wayback Machine. – amb Salomon Aminyu Rosenblum
- Sur la structure fine du spectre magnétique des rayons du radioactinium et de ses dérivés. A: Comptes rendus hebdomadaires des séances de l'Académie des sciences. Band 196, S. 1598–1600, 1933; en línia Arxivat 2016-05-13 a Wayback Machine. – amb Salomon Aminyu Rosenblum

## Bibliografia

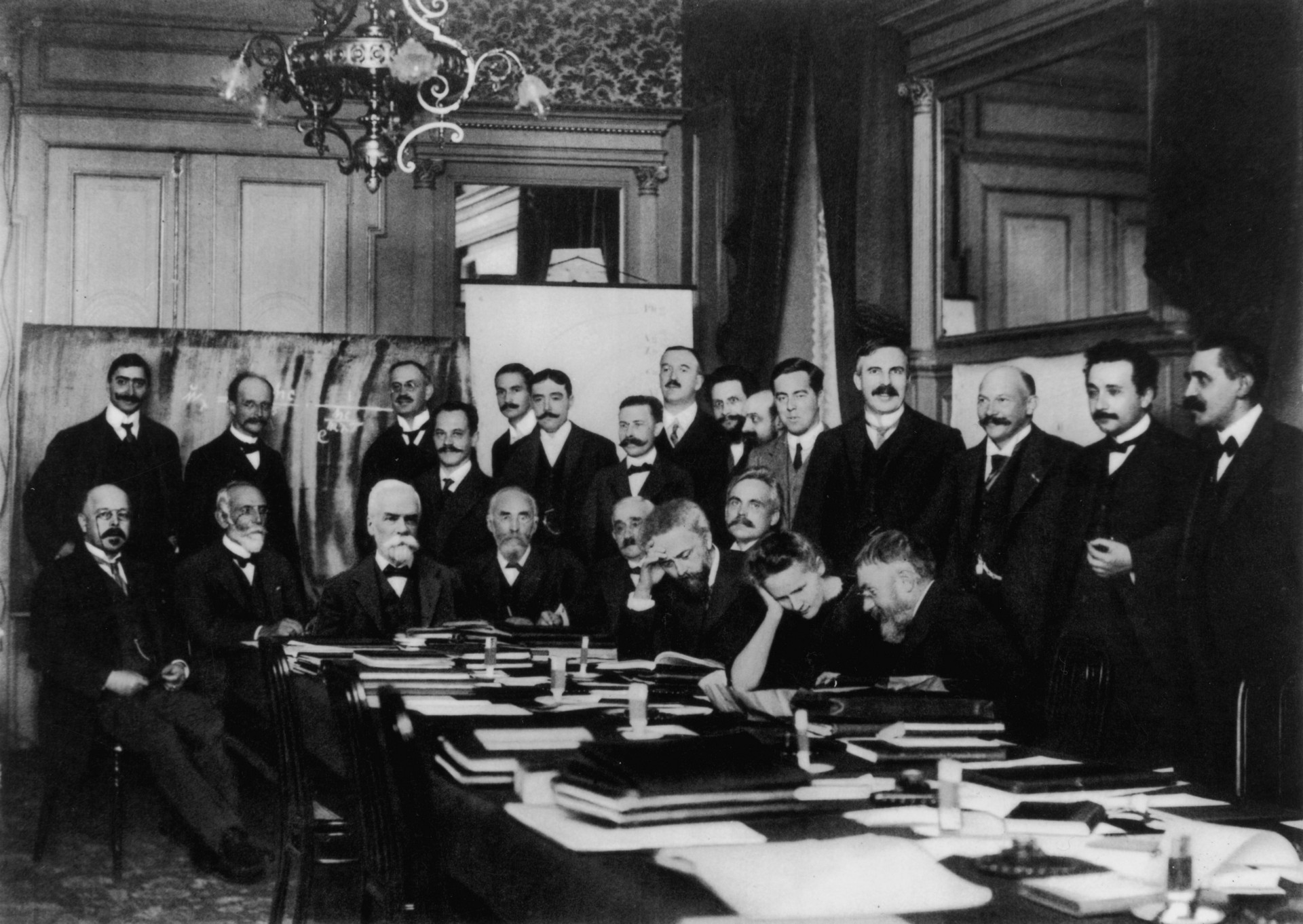
Primera edició de les Conferències Solvay, realitzada l'any 1911. Es pot veure Marie Curie en primer terme, la segona per la dreta dels científics presents asseguts, situada entre Wilhelm Wien i Henri Poincaré. Dret, el quart per la dreta, hi ha Rutherford, i el segon és Einstein; a la dreta de tot, Paul Langevin

## Ficció
- Olov Enquist, Per. The Book about Blanche and Marie.  Nova York: Overlook, 2006. ISBN 1-58567-668-3. Una novel·la del 2004 de Per Olov Enquist amb Maria Sklodowska-Curie, el neuròleg Jean-Martin Charcot, i la seva Salpêtrière "pacient Blanche" (Marie Wittman). La traducció a l'anglès va ser publicada el 2006.